# José Manuel Rey
José Manuel Rey, född 20 maj 1975 i Caracas, är en venezuelsk fotbollsspelare som sedan 2011 spelar för Deportivo Lara. Rey har spelat för en hel del klubbar under sin karriär (bland annat för CS Marítimo de Venezuela, Dundee och Atlético Nacional).
Han har också varit en del av Venezuela fotbollslandslag sedan 1999 och sammanlagt har han hittills gjort 11 mål på 111 matcher.